# Kuami Agboh
Kuami Agboh (Tsévié, 28 december 1977) is een voormalig professioneel voetballer uit Togo, die bij voorkeur speelde als verdedigende middenvelder. Hij beëindigde zijn actieve loopbaan in 2008 bij de Finse club MyPa-47 Anjalankoski, na eerder onder meer de kleuren te hebben verdedigd van AJ Auxerre, KSK Beveren en Grenoble Foot 38. Agboh speelde zes interlands voor het Togolees voetbalelftal en nam met zijn vaderland deel aan het WK voetbal 2006 in Duitsland.

## Erelijst
AJ Auxerre
- Coupe de France

2003